# NGC 5301
NGC 5301 ist eine 12,3 mag helle Spiralgalaxie vom Hubble-Typ SBc im Sternbild Jagdhunde. Sie ist schätzungsweise 71 Millionen Lichtjahre von der Milchstraße entfernt.
Das Objekt wurde am 11. Mai 1787 von Wilhelm Herschel mit einem 18,7-Zoll-Spiegelteleskop entdeckt, der sie dabei mit „F, mE 15 degrees sp-nf, lbM, 4′ long, 0.75′ broad“ beschrieb.